# هرم بولز
هرم بولز (بالإنجليزية: Ball's Pyramid)‏ هو بقايا تحات بركان درعي، تشكل قبل نحو 6.4 مليون سنة. ويقع على بعد 20 كيلومترا جنوب شرق جزيرة لورد هاو في المحيط الهادئ في أستراليا. بارتفاع يبلغ 562 متر (1,844 قدم)، وبطول 1,100 متر (3,600 قدم) وبعرض 300 متر (980 قدم)، مما يجعلها أطول مسلة بحرية بركانية في العالم. أول مرة صُعد عليها كان عام 1965م.